# William Leiper

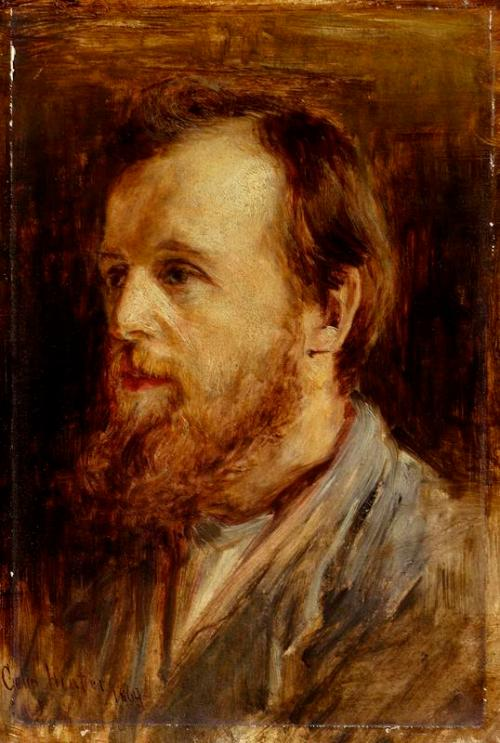
Porträt William Leiper, 1869, von Colin Hunter (1841–1904). Aberdeen Art Gallery & Museums

William Leiper (* 21. Mai 1839 in Glasgow, Schottland; † 27. Mai 1916 in Helensburgh, Schottland) war ein schottischer Architekt und Aquarellmaler, der vor allem für seine Wohnhäuser in Helensburgh sowie für Kirchen und öffentliche Gebäude im viktorianischen und edwardianischen Schottland bekannt ist. Er war Mitglied der Royal Scottish Academy (RSA) und Fellow des Royal Institute of British Architects (FRIBA).

## Leben
William Leiper wurde in Glasgow geboren und absolvierte seine Ausbildung bei Boucher & Cousland in Glasgow sowie bei John Loughborough Pearson und William White in London. Nach weiteren Stationen bei Andrew Heiton in Perth und Campbell Douglas & Stevenson in Glasgow eröffnete er 1864 sein eigenes Büro. Sein erstes bedeutendes Werk war die Dowanhill Parish Church in Glasgow, die ihm große Anerkennung einbrachte. Leiper lebte und arbeitete hauptsächlich in Glasgow und Helensburgh. Neben seiner Tätigkeit als Architekt war er auch als Aquarellmaler und Fotograf aktiv. Er wurde 1881 zum Fellow des Royal Institute of British Architects, 1892 zum Associate und 1896 zum Full Member der Royal Scottish Academy gewählt. Aufgrund gesundheitlicher Probleme zog er sich 1909 aus dem Berufsleben zurück und starb 1916 in Helensburgh.

## Werk

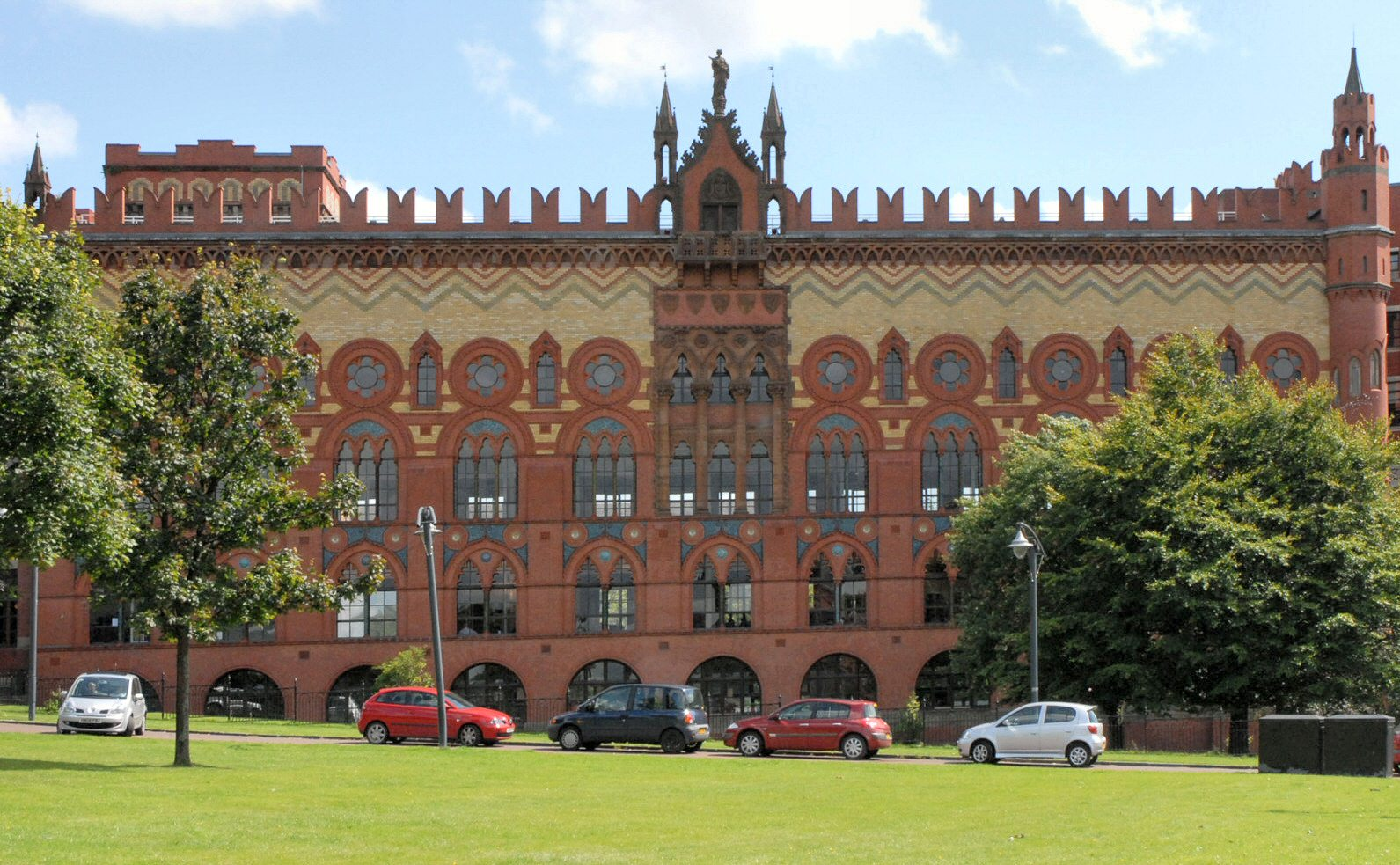
Die Templeton Teppichfabrik (heute Templeton on the Green) wurde 1892 im venezianischen Stil am Rande des Glasgow Green Parks errichtet. Sie wurde 1979 geschlossen und seitdem mehrfach renoviert. Das Gebäude wurde 1888 von William Leiper entworfen

William Leipers Werk zeichnet sich durch seine stilistische Vielfalt aus, die neugotische, schottisch-barocke und Arts-and-Crafts-Elemente umfasst. Seine Wohnhäuser in Helensburgh wie Cairndhu, Redholm und Thurloe gelten als herausragende Beispiele viktorianischer Villenarchitektur. Im öffentlichen Bereich entwarf er unter anderem die Partick Burgh Halls (1872) und die Templeton’s Carpet Factory (1889) in Glasgow, letztere inspiriert vom Dogenpalast in Venedig. Seine Innendekorationen, wie die des Bankettsaals der Glasgow City Chambers (1898), zeigen seine Vorliebe für farbenfrohe Dekoration und Detailreichtum. Leiper war auch für die Innenausstattung der russischen Jacht Livadia (1879) verantwortlich.